# 1er régiment de chasseurs à pied (Belgique)
Pour les articles homonymes, voir 1er régiment.
Le 1er régiment de Chasseurs à Pied (néerlandais : 1ste Regiment Jagers te Voet) était une unité d'infanterie de la force terrestre des forces armées belges.

## Historique
Un premier 1er régiment de Chasseurs à Pied est formé lors de la révolution belge de 1830 à partir de volontaires et de conscrits belges de bataillons de chasseurs et de grenadiers de l'armée néerlandaise, dirigés par le Colonel Borremans. Entre 1831 et 1836, plusieurs corps francs y sont adjoints. De  1834 à 1850, ce régiment est en garnison à Mons. L'arrêté royal du 9 juillet 1847, renomme le 1er Chasseurs à Pied en régiment de Chasseurs-Carabiniers, puis par l'arrêté du 5 mars 1850 en 1er régiment de Carabiniers. 
Il existe encore actuellement, sous la dénomination de Régiment Carabiniers Prince Baudouin - Grenadiers après sa fusion avec le 1er régiment de Grenadiers en juin 1992.

### Création officielle
Par l'arrêté royal du 29 janvier 1874, il est officiellement recréé en regroupant 6 compagnies du 1er régiment de Carabiniers, avec 5 compagnies du 2e et 5 du 3e régiment de Chasseurs à Pied. Une musique est également adjointe au régiment. Il est effectivement formé le 1er avril de la même année à Mons.
Le 1er Chasseurs à Pied quitte Mons pour Charleroi en 1880 à l'exception du 3e bataillon qui y retourne d'octobre 1883 jusqu'en 1884. 

### Première Guerre mondiale

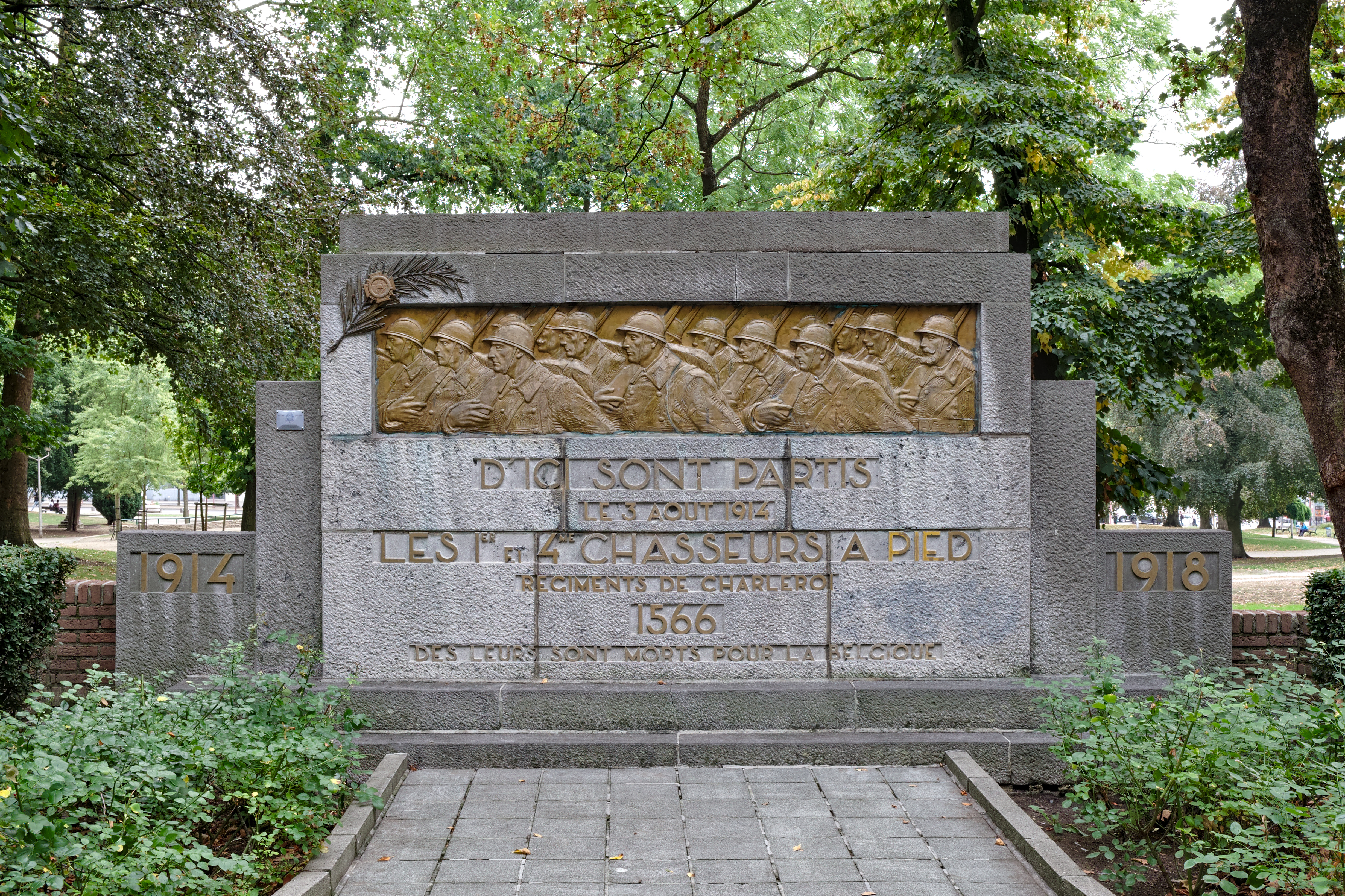
Monument pour les soldats des 1er et 4e régiments de Chasseurs à Pied morts lors de la Première Guerre mondiale au parc reine Astrid à Charleroi.

Lors de la mobilisation d'août 1914, le régiment est scindé et donne naissance à deux régiments supplémentaires, le 4e régiment de Chasseurs à Pied et le 1er régiment de Chasseurs de forteresse. Le 1er régiment de Chasseurs à Pied quitte sa caserne de Charleroi le 3 août 1914. Au son de la marche des Chasseurs, le colonel Jacquet se met à leur tête pour se rendre à la gare de Charleroi. Ils prennent la direction de la Position fortifiée de Liège où les Allemands lancent leur première attaque d'envergure de la Première Guerre mondiale. Le 5 août, ils sont engagés sous une pluie diluvienne dans des combats de nuit au Sart-Tilman dans l'intervalle entre le fort de Boncelles et le fort d'Embourg au sud de Liège. Les pertes belges et allemandes sont considérables mais le 1er régiment de Chasseurs à Pied reste maître du champ de bataille. Par la suite, le 1er régiment de Chasseurs à Pied suit le retrait belge sur Anvers et sur l'Yser.
Il combat sur le front de l'Yser où il obtient plusieurs citations. Il se distingue en particulier le 17 avril 1918 lors de la grande offensive allemande des Flandres. À la suite d'un intense bombardement, le 1er régiment de Chasseurs à Pied perd dans la matinée du 17 avril deux kilomètres de front comprenant les premières et secondes lignes avant de contre-attaquer et repousser les Allemands à leur point de départ. Pour cette action d'éclat, le 1er régiment de Chasseurs à Pied reçoit le 7 juillet 1918 la croix de chevalier de l'Ordre de Léopold.

### Entre-deux-guerres
Excepté en juin et juillet 1919, où il est déployé en Allemagne avec le statut de troupe d'occupation, le régiment est caserné dans la région de Liège à partir de novembre 1918.
Il part pour la Rhénanie le 1er octobre 1920.
En 1923, il est rattaché à la 4e division d'infanterie du 3e corps d'armée regroupant les unités d'occupation. En janvier 1926, le régiment rentre à Mons sauf son 1er bataillon qui prend ses quartiers à Bruxelles.

### Seconde Guerre mondiale
Lors de la mobilisation de 1939, il est intégré à la 5e division d'infanterie et prend part à la formation du 4e, 7e et 10e régiments de Chasseurs à Pied. Il participe à la campagne de mai 1940. Lors de la capitulation de l'armée belge, le régiment est dissous.

### Après-guerre
Le 8 mars 1946, le 1er bataillon de la 5e brigade d'infanterie, reprend le nom et les traditions du 1er régiment de Chasseurs à Pied.
En 1949, le bataillon est envoyé en Allemagne de l'Ouest et est intégré à la 7e brigade d'infanterie. 
Le bataillon est dissous une seconde fois le 1er février 1957 à la suite d'une réorganisation de l'armée.
Il est reformé le 1er mai 1961 comme bataillon de réserve, intégré à la 8e brigade d'infanterie jusqu'à leur suppression en 1968.
En 1972, le 4e bataillon de chasseurs à pied est renommé et reprend les traditions et le nom du régiment.
En 1981, le bataillon constitue l'un des états-majors tactiques du 5e régiment de province chargé de la Défense Militaire du Territoire en Hainaut.
En 1995, le 5e bataillon de province, formé de réservistes, se voit attribuer les traditions du 1er régiment de Chasseurs à Pied. L'unité est dissoute en 2005.
En 2006, l'état-major du régiment de la province de Hainaut reprend les traditions du 1er régiment de Chasseurs à Pied.

## Étendard
Un premier étendard fut remis par le roi Léopold II au colonel Lugers le 15 juillet 1875 au camp de Beverloo. Le 23 juin 1995, il est attribué au régiment territorial des Chasseurs à Pied. En 2005, il est remis au Commandement militaire de la province de Hainaut qui est, depuis lors, garant des traditions du 1er régiment de Chasseurs à Pied.
Il porte les inscriptions suivantes :
- Campagne 1914-1918 ;
- Yser ;
- Merckem ;
- Oostnieuwkerke ;
- Liège ;
- Most-lez-Roulers ;
- Anvers.

Il porte également la fourragère aux couleurs de la croix de l'Ordre de Léopold décernée le 17 juillet 1918 par le roi Albert Ier de Belgique en récompense de la bravoure du régiment à Merckem le 17 avril 1918.